# Jean-Marie Cavada
Jean-Marie Cavada (Épinal, 1940. február 24. – ) francia politikus, képviselő az Európai Parlamentben; a Liberálisok és Demokraták Szövetsége Európáért képviselőcsoport tagja.
Cavada 2015 júniusában a halálbüntetés magyarországi újbóli bevezetésének felvetését elítélő EP-határozat mellett szavazott, és hozzászólásában elítélte az Orbán-kormány politikáját.